# Праздники Боливии
| Дата             | Название | Аймарское название | Кечуанское название | Испанское название | Примечание |
| ---------------- | --- | --- | --- | --- | --- |
| 1 января         | Новый год | | | Año Nuevo | Общенациональный выходной день. |
| 2 февраля        | Праздник Девы Канделарии | | Mamacha Candelaria | Fiesta de la Virgen de Candelaria | Участники ходят на мессу, приносят покаяние, просят защиты у Девы Канделарии, поднимаются на гору, неся кресты, символизирующие восхождение Иисуса на Голгофу. Затем начинаются танцы до утра.                                                                           |
| (плавающая дата) | Карнавал | | | Feriado por Carnaval | Эти даты меняются каждый год, но независимо от дат и дней, когда они происходят, являются двухдневным оплачиваемым отпуском. |
| (плавающая дата) | Страстная пятница | | | Viernes Santo | Различные церкви в городах по всей стране планируют мессы и дополнительные услуги для празднования триденствия, трех самых важных дней на Страстной неделе: Страстная пятница через Пасхальное воскресенье. До сих пор Страстная пятница является оплачиваемым отпуском. |
| (плавающая дата) | Праздник Тела и Крови Христовых | | | Corpus Christi | Этот праздник, как религиозный, так и национальный, является празднованием Евхаристии и одним из самых оживленных праздников страны. Проходит через 60 дней после Пасхи.                                                                                                 |
| 1 мая            | День труда | | | Dia del trabajo | Оплачиваемый отпуск, происходит в понедельник, если он выпадает на воскресенье |
| 21 июня          | Андский Новый год | Willkakuti | | Año Nuevo Andino | Традиционная дата Аймарского Нового года и день зимнего солнцестояния. Объявлен официальным праздником в 2010 году. |
| 2 августа        | День аграрной реформы | | | Día de la Revolución Agraria, Productiva y Comunitaria | День индейца (Día del Indio), провозглашенный президентом Херманом Бушем в 1937 году. Годовщина закона аграрной реформы от 1953 года. Кратко известный как Día del Indio y la Interculturalidad и Día de los Pueblos Originarios в 21 веке.                              |
| 6 августа        | День независимости | | | Dia de la Patria | |
| 2 ноября         | День всех святых | | | Todos Santos | |
| 25 декабря       | Рождество | | | Navidad | |
| Заметки          | Платный отпуск — это, по сути, относится к людям, которые зависят от зарплаты, и которые обычно оплачиваются в тот день. Компании быстрого питания ведут переговоры о праздниках со своими сотрудниками, чтобы они могли предоставлять свои услуги в эти дни. | Платный отпуск — это, по сути, относится к людям, которые зависят от зарплаты, и которые обычно оплачиваются в тот день. Компании быстрого питания ведут переговоры о праздниках со своими сотрудниками, чтобы они могли предоставлять свои услуги в эти дни. | Платный отпуск — это, по сути, относится к людям, которые зависят от зарплаты, и которые обычно оплачиваются в тот день. Компании быстрого питания ведут переговоры о праздниках со своими сотрудниками, чтобы они могли предоставлять свои услуги в эти дни. | Платный отпуск — это, по сути, относится к людям, которые зависят от зарплаты, и которые обычно оплачиваются в тот день. Компании быстрого питания ведут переговоры о праздниках со своими сотрудниками, чтобы они могли предоставлять свои услуги в эти дни. | Платный отпуск — это, по сути, относится к людям, которые зависят от зарплаты, и которые обычно оплачиваются в тот день. Компании быстрого питания ведут переговоры о праздниках со своими сотрудниками, чтобы они могли предоставлять свои услуги в эти дни.            |